# مطار جولد كوست
مطار جولد كوست (المعروف سابقًا باسم مطار كولانجاتا ) (رمز اياتا OOL رمز ايكاو YBCG) مطار دولي في أستراليا يقع في الطرف الجنوبي من مدينة جولد كوست وحوالي 90 كيلومتر (56 ميل) جنوب وسط مدينة بريسبان ضمن تكتل ساوث ويست كوينزلاند. يقع مدخل المطار في ضاحية بيلينجا بالقرب من كولانجاتا. يمتد المهبط على حدود ولاية كوينزلاند ونيو ساوث ويلز. وتقع هذه الولايات في منطقتين زمنيتين مختلفتين خلال فصل الصيف. يعمل مطار جولد كوست توقيت كوينزلاند على مدار السنة (بالتوقيت العالمي 10+).
تجاوز مطار جولد كوست 6 ملايين مسافر خلال العام المالي 2015- 2016. وهو سادس أكثر المطارات ازدحاما في أستراليا وأكثرها ازدحاما خارج عاصمة الولاية من حيث الركاب والثامن أكثر ازدحاما في حركة الطائرات مما يجعله ثالث أسرع مطار نموًا في البلاد.

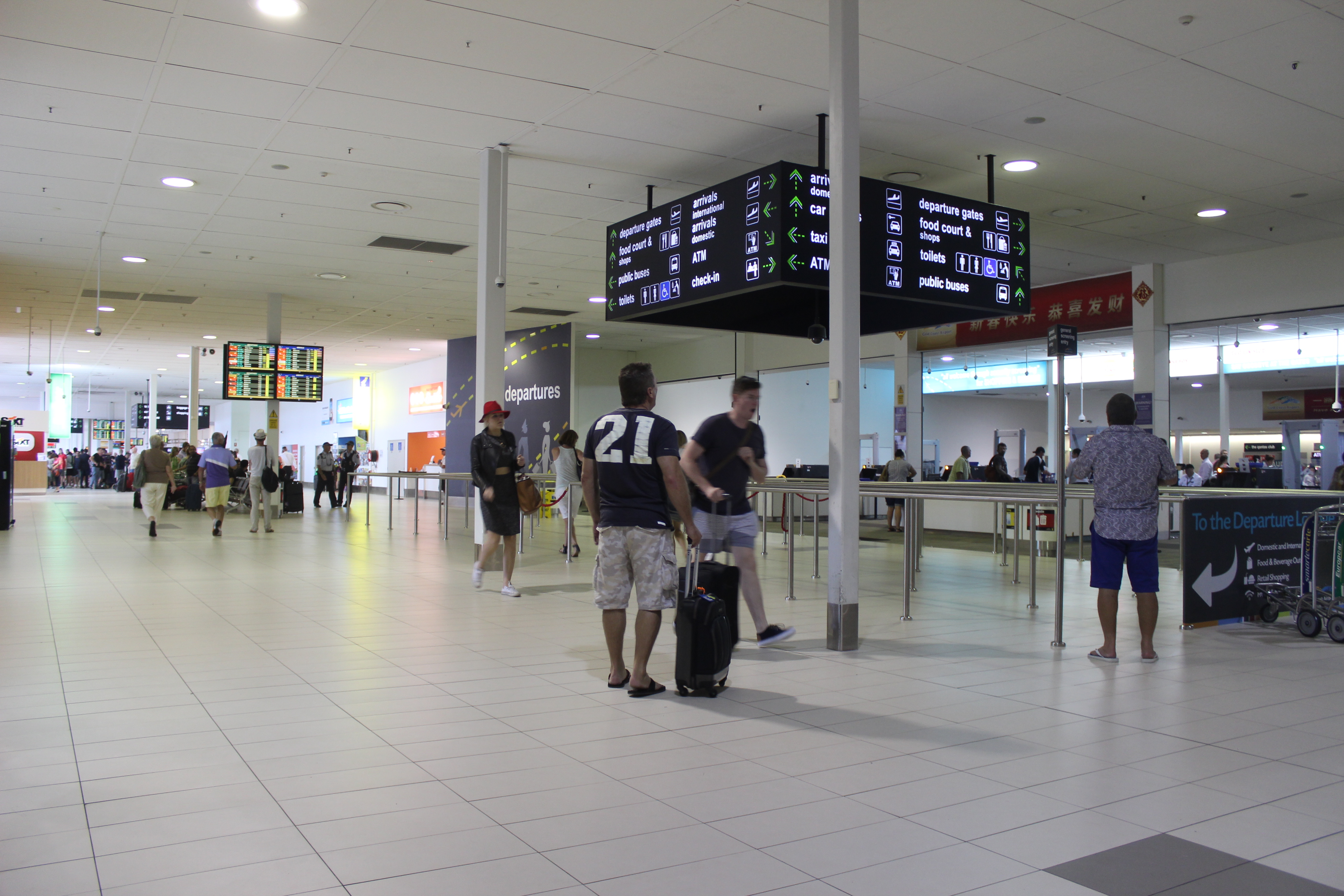
داخل مبنى المطار الذي تم تجديده في عام 2015

## شركات الطيران والوجهات

### الركاب
| شركـات طيـران              | الوجهات |
| -------------------------- | --- |
| طيران آسيا (إكس)           | مطار كوالالمبور الدولي |
| طيران نيوزيلندا            | مطار أوكلاند الدولي، مطار كرايستشيرش الدولي |
| Eastern Air Services       | Lord Howe Island ‏، Port Macquarie ‏ |
| خطوط جيت ستار الجوية       | Adelaide، مطار أوكلاند الدولي، Avalon، Cairns، مطار كانبرا، مطار كرايستشيرش الدولي، مطار هوبارت، مطار ملبورن الدولي، Newcastle، مطار بيرث، مطار كوينزتاون، مطار سيدني، مطار ناريتا الدولي، مطار ويلينغتون الدولي |
| كانتاس                     | مطار ملبورن الدولي، مطار سيدني |
| كانتاس لانك                | Adelaide، مطار ملبورن الدولي، مطار سيدني |
| Rex Airlines               | مطار ملبورن الدولي، مطار سيدني |
| سكوت للطيران               | مطار شانغي سنغافورة (تنتهي في 17 يوليو 2023) |
| Seair Pacific              | Hervey Bay ‏، جزيرة السيدة إليوت، Redcliffe |
| خطوط فيرجن أستراليا الجوية | Adelaide، Cairns، مطار كانبرا، مطار نغوراه راي الدولي، مطار ملبورن الدولي، مطار سيدني موسمي: مطار هوبارت، Launceston                                                                                             |

### الشحن
| شركـات طيـران  | الوجهات    |
| -------------- | ---------- |
| Qantas Freight | مطار سيدني |